# Mona, Puerto Rico
Mona (tiếng Tây Ban Nha: Isla de la Mona) là hòn đảo lớn thứ ba của quần đảo Puerto Rico, sau hòn đảo chính Puerto Rico và Vieques. Đây là đảo lớn nhất trong quần đảo Mona, nằm trong eo biển giữa Cộng hòa Dominica và Puerto Rico, các đảo khác là đảo Monito và đảo Desecheo. Nó biện pháp khoảng 11 km 7 km (7 dặm 4 dặm), và nằm 66 km (41 dặm) về phía tây của Puerto Rico, trong đó nó là hành chính một phần. Tên ban đầu được người thổ dân Taíno đưa ra cho hòn đảo là Amona, có nghĩa là "những gì ở giữa", đề cập đến cuộc hành trình giữa các hòn đảo của Puerto Rico và Hispaniola. Đây là một trong hai hòn đảo tạo thành Isla de Mona e Islote Monito Barrio của Mayagüez, Puerto Rico.